# Trận Kosovo
Bài viết này là về trận Kosovo 1389; xem những trận đánh khác tại Trận Kosovo (định hướng).
Trận Kosovo (hay Trận Amselfeld; tiếng Serbia: Косовски бој or Бој на Косову, Kosovski boj, hoặc Boj na Kosovu; tiếng Thổ Nhĩ Kỳ: Kosova Meydan Muharebesi) diễn ra vào ngày thánh Vitus (15 tháng 6, theo lịch hiện nay là 28 tháng 6) năm 1389, mà Đế quốc Serbia và các đồng minh chống lại Đế quốc Ottoman của người Thổ Nhĩ Kỳ. Quân Serbia thất bại nặng nề, và cả vua Serbia là Lazar Hrebeljanović lẫn vua Thổ Nhĩ Kỳ là Murad I đều bỏ mạng trên trận chiến.
Chiến thắng tại Kosovo đã củng cố cuộc chinh phạt xứ Bulgaria của Đế quốc Ottoman. Sức mạnh quân sự của Serbia suy thoái và quân Ottoman đã phá tan cuộc kháng cự dũng mãnh nhất đối với cuộc chinh phạt vùng Balkan của họ. Tuy nhiên, sau chiến thắng này vua Thổ Nhĩ Kỳ là Bayezid I đã làm hòa với người Serbia, đem lại cho họ những điều khoản dễ dãi.
Các thống kê đáng tin cậy về trận chiến này rất hiếm, tuy vậy so sánh với các trận chiến đương thời (như Trận Angora hay Trận Nikopolis) có thể tái hiện lại một cách tương đối. Tuy thất bại nhưng trận đánh tại Kosovo đã trở nên niềm tự hào dân tộc của nhân dân Serbia.

## Chuẩn bị

#### Chuyển quân

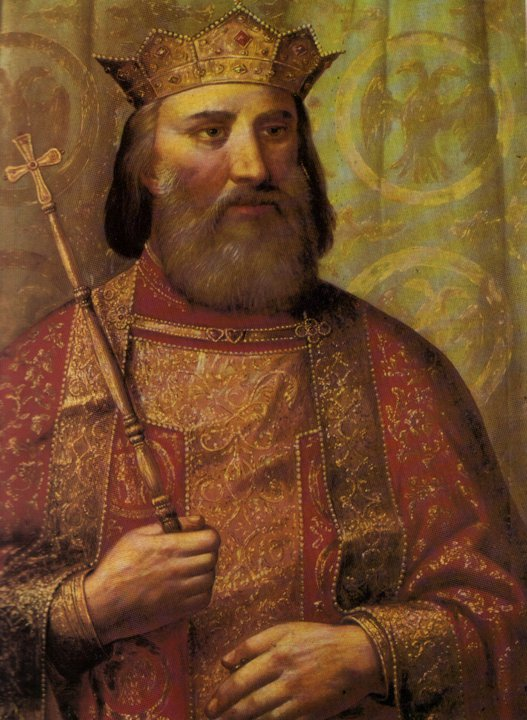
Vua Lazar của Serbia

Sau thất bại trong trận Bileca và trận Plocnik của Đế quốc Ottoman, vua Thổ Nhĩ Kỳ là Murad I tập trung quân tại Philippoupolis (Plovdiv) vào mùa xuân năm 1389, và đến Ihtiman sau ba ngày hành quân. Từ đây, quân đội băng qua Velbužd (Kyustendil) và Kratovo. Mặc dù dài hơn con đường qua Sofia và thung lũng Nišava, tiến thẳng đến lãnh địa của Lazar, con đường này tiến đến Kosovo, một vùng đất có vị trí chiến lược quan trọng, một trong những giao điểm văn hóa thương mại quan trọng ở bán đảo Balkan. Từ Kosovo, quân của Murad I có thể tấn công cả lãnh địa của Lazar lẫn Vuk, hay tiến xuống Ý. Trú quân ở Kosovo một thời gian, Murad tiến quân qua Kumanovo, Preševo và Gnjilane tới Priština, đến nơi vào 14 tháng 6.
Không có nhiều thông tin về sự chuẩn bị của Lazar, có thể cho rằng ông tập trung quân ở gần Niš, có thể ở bên bờ phải (đông/nam/tây/bắc?) Južna Morava. Quân đội của ông dường như vẫn ở đây khi ông nghe tin Murad tiến đến Velbužd, nhờ đó ông cũng tiến qua Prokuplje đến Kosovo. Lazar, với quân đội Cơ Đốc giáo gồm người Bulgari, Croat, Albani, Ba Lan, và Hungary, cũng như người Serb chạm trán với quân Murad tại Kosovo. Đây là lựa chọn tối ưu của Lazar cho quyết chiến điểm vì ở đây có thể kiểm soát được mọi đường tiến quân của Murad I.

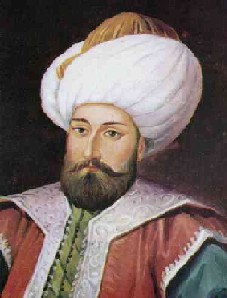
Vua Murad I của Đế quốc Ottoman

#### Thành phần quân đội
Không có số liệu chính xác về quân số, đặc biệt là các nguồn sau đó thường cố phóng đại quân số, thậm chí đến hàng trăm ngàn binh sĩ.
Quân đội của vua Murad I có thể trong khoảng 27.000-40.000 người. Dự đoán có khoảng 40.000 lính, có thể có 2.000-5.000 Janissary (ngự lâm quân – tiếng Thổ), 2.500 kỵ vệ binh của vua Murad, 6.000 sipahi (thiết kỵ), 20.000 azap (bộ binh hạng nhẹ) và akinci (khinh kỵ) và 8.000 quân của các chư hầu. Quân đội của vua Lazar có thể vào khoảng 12.000-30.000 lính. Ước tính có 25.000 quân, trong đó gồm 15.000 quân của vua Lazar và 5.000 của Vuk, và 5.000 của Vlatko's. Trong đó, có vài nghìn kỵ binh, nhưng có lẽ chỉ có vài trăm mặc toàn giáp sắt.
Cả hai quân đội đều có lính nước ngoài, quân Serbia có một số quân Croatia của ban Ivan Paližna, có thể là một phần của quân Bosnia, trong khi quân Thổ Nhĩ Kỳ được trợ giúp bởi một quý tộc Serbia tên là Konstantin Dejanović.  Điều này đã dẫn tới nhiều kết luận khác nhau về quân số của liên minh này.
| “ | ... There are many in their army of men. If all of us, we all would turn to salt, we could not salt the supper of the Turks... (...Quân giặc rất là đông. Nếu bây giờ toàn bộ quân ta biến thành muối thì thậm chí còn không đủ mặn cho bữa trưa của giặc Thổ...) | ” |
| — | |   |

## Trận đánh

#### Bố trí quân đội

Cánh đồng Kosovo và cách bố trí quân đội hai bên trước trận đánh

Hai đoàn quân giao chiến tại cánh đồng Kosovo. Quân đội Ottoman do vua Murad I dẫn đầy, cùng với hoàng tử Bayezid ở cánh phải, hoàng tử Yakub ở cánh trái. Khoảng 1.000 cung thủ ở hàng đầu hai cánh, đằng sau là azap (bộ binh nhẹ) và akinci (khinh kỵ); ở hàng đầu trung quân là janissary (ngự lâm quân), đằng sau là Murad, bao quanh bởi kỵ vệ binh; cuối cùng, hậu cần ở cánh được phòng vệ bởi một số quân nhỏ.
Quân Serbia có vua Lazar ở trung quân, Vuk ở cánh phải, Vlatko ở cánh trái. Tiền quân Serbia có kỵ binh hạng nặng và kỵ binh bắn cung ở hai sườn, với bộ binh ở phía sau. Khi đứng song song, cách bố trí của cả hai quân đội đều không cân đối, trung quân Serbia lấn sang trung quân Ottoman.
| “ | Khi cơn thác tên bắn xuống đầu quân Serbia những người đứng bất động như những dãy núi sắt, họ tiến về phía trước, cuồn cuộn và rền vang như biển cả | ” |

#### Bắt đầu

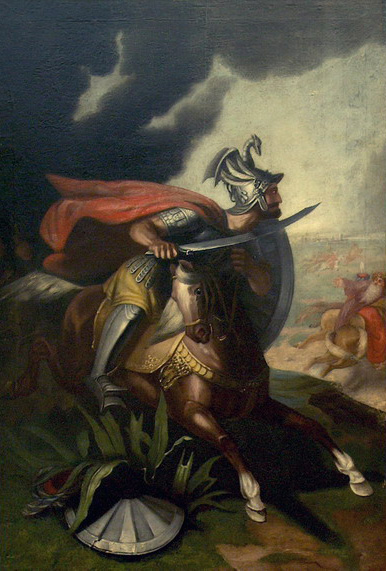
Miloš Obilić

Trận chiến mở màn khi cung thủ Ottoman bắn vào kỵ binh Serb đang tấn công. Sau khi xếp quân theo hình chữ V, kỵ binh Serb chọc thủng được cánh trái quân Ottoman, nhưng thất bại tại trung tâm và cánh phải.

#### Quân Thổ phản công
Người Serb có được lợi thế ban đầu sau đợt tấn công đầu tiên, đánh thiệt hại nặng cánh trái quân Thổ do Yakub Celebi chỉ huy. Khi đợt tấn công của kỵ binh kết thúc, khinh kỵ và khinh binh Ottoman chiếm ưu thế trong đợt phản công và áo giáp nặng nề của người Serb trở thành một gánh nặng. Ở trung quân, quân Serb đánh bật quân Ottoman lại với chỉ quân của Bayezid đã cầm chân được quân của Vlatko Vuković. Quân Ottoman, khi phản công, đã đẩy lùi quân Serb, và đã đánh bại họ trong ngày hôm đó. Bayezid I, người lên ngôi ngay sau trận chiến, đã có biệt danh Sấm sét ở đây, sau khi lãnh đạo một cuộc phản công quyết định. Cuối trận chiến, chiến thuật quân sự của quân Ottoman đã giúp họ thắng trận.

#### Cái chết của Murad
Dựa trên ghi chép lịch sử của Thổ Nhĩ Kỳ, người ta tin rằng vua Murad I đã bị Miloš Obilić - một quý tộc Serbia, ám hại, anh ta đã giả vờ chết, và giết chết vua Thổ khi ông đi trên chiến trường sau khi kết thúc trận đánh. Ngược lại, các nguồn của người Serb tuyên bố rằng ông đã bị Miloš Obilić ám sát, khi anh ta vào doanh trại quân Thổ với lý do và người đào ngũ, trước khi quỳ xuống trước mặt Murad, anh ta đâm vào bụng ông và giết chết ông. Murad là vị vua nhà Ottoman duy nhất tử trận. Miloš Obilić ngay sau đó bị cận vệ quân của vua nhà Ottoman giết chết. Hoàng tử con trưởng của Murad, Bayezid, ngay lập tức hay tin về cái chết của vua cha, và trong khi trận chiến vẫn đang còn quyết liệt, gọi em mình là Yakub đến và nói với ông rằng vua cha truyền gặp hai người. Khi Yakub đến nơi, ông bị siết cổ đến chết, cái chết của ông khiến cho Bayezid là người kế vị hợp pháp duy nhất.
Lăng mộ của vua Murad I vẫn còn đến ngày nay, ở một góc của chiến trường. Mặc dù không ở trong tình trạng tốt, những nó không bị làm hư hỏng hay phá hủy – bất chấp hàng thế kỷ thù địch giữa người Thổ Nhĩ Kỳ và người Serbia.

## Sau trận đánh

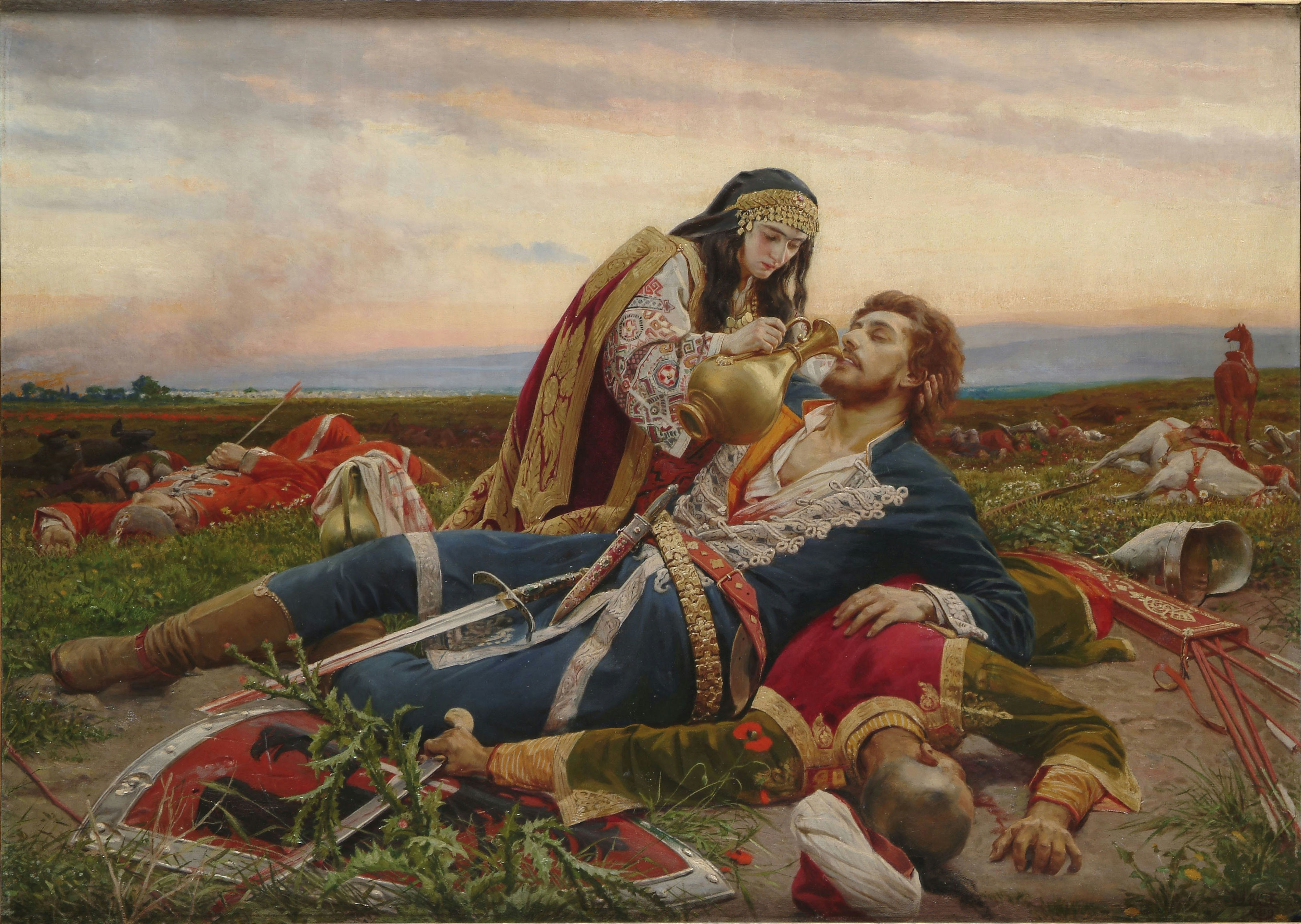
Góa phụ Kosovo, tranh của Uroš Predić

Trận Kosovo là một chiến thắng quan trọng của Đế quốc Ottoman. Tuy nhiên, quân đội Ottoman lại rút lui và người Serb vẫn kiểm soát một phần Kosovo. Trong khi cả hai bên đều tổn thất, thiệt hại nghiêm trọng về phía Serbia đã dẫn đến sự suy sụp thực sự của người Serb với nhiều, nhưng không phải tất cả, các lãnh chúa phong kiến Serbia triều cống hay cung cấp quân đội cho Đế quốc Ottoman.
Theo sau trận chiến, với cái chết của vua Lazar của người Serb, Bayezid thiết lập một liên minh chặt chẽ với con trai của Lazar là Stefan. Bayezid kết hôn với em gái của Stefan, và cuộc hôn nhân này khiến Stefan trở thành một đồng minh trung thành của Bayezid, đóng góp cho Bayezid những đội quân quan trọng trong các chiến dịch quân sự của ông sau này, trong số đó có cả trận Nicopolis, cuộc Thập tự chinh lớn cuối cùng ở thời kì Trung Cổ.
Trận Kosovo tiếp tục được xem là một cột mốc trong sự định hình và kiến thiết dân tộc Serbia, cho dù đây là trận chiến giữa Quân đội Ottoman ở Thổ Nhĩ Kỳ với liên minh các quốc gia Cơ Đốc giáo ở châu Âu. Trận Kosovo mãi mãi là biểu tượng của tinh thần yêu nước Serbia và khát vọng độc lập qua hàng thế kỷ dưới quyền thống trị của Đế quốc Ottoman, và điều đó có nghĩa là trong cái nhìn của dân tộc Serbia, đây vẫn là một chứng cớ quan trọng trong Chiến tranh Kosovo và lời tuyên bố độc lập khỏi Serbia vào tháng 1 năm 2008 của Kosovo. Ngược lại với tuyên bố độc lập này, người Serb cho rằng, một phần là do trận Kosovo, rằng Kosovo vẫn là một bộ phận quan trọng và không thể tách rời của Serbia.